# Epistemma assianum
Epistemma assianum är en oleanderväxtart som beskrevs av D.V. Field och J.B. Hall. Epistemma assianum ingår i släktet Epistemma och familjen oleanderväxter. Inga underarter finns listade i Catalogue of Life.